# Petrosia spheroida
Petrosia spheroida är en svampdjursart som beskrevs av Tanita 1967. Petrosia spheroida ingår i släktet Petrosia och familjen Petrosiidae. Inga underarter finns listade i Catalogue of Life.